# Luggskinn
Luggskinn (Physodontia lundellii) är en svampart som beskrevs av Ryvarden & H. Solheim 1977. Luggskinn ingår i släktet Physodontia, ordningen Hymenochaetales, klassen Agaricomycetes, divisionen basidiesvampar och riket svampar.  Arten är reproducerande i Sverige. Inga underarter finns listade i Catalogue of Life.